# نا هونگ جین
نا هونگ جین (زادهٔ ۱۹۷۴) کارگردان و فیلمنامه‌نویس اهل کره جنوبی است. او برای اولین فیلم خود به نام تعقیب‌کننده برنده جایزه بهترین کارگردانی از ناقوس بزرگ و جشنواره فیلم کره شد. فیلم بعدی او، دریای زرد (۲۰۱۰)، در قسمت نوعی نگاه جشنواره فیلم کن به نمایش در آمد و همچنین شیون (۲۰۱۶) نیز در این جشنواره نمایش داده شد.

## فیلم‌شناسی
فیلم‌های کوتاه:
- گو-سو-بو-جی - ۲۰۰۴ (فیلمبردار)
- خوراک کامل قاشق قرمز - ۲۰۰۵ (کارگردان و نویسنده)
- عرق - ۲۰۰۷ (کارگردان و نویسنده)
- کارناوال - ۲۰۰۷ (بازیگر)

فیلم‌های بلند:
- تعقیب‌کننده - ۲۰۰۸ (کارگردان و نویسنده)
- دریای زرد - ۲۰۱۰ (کارگردان و نویسنده)
- شیون - ۲۰۱۶ (کارگردان و نویسنده)

## جوایز مهم
- ۲۰۱۶ - بهترین فیلمنامه از سی و هفتمین جشنواره فیلم اژدهای آبی